# Политбюро
Политбюро́, полити́ческое бюро́ — руководящий орган коммунистических партий различных государств и стран.
Термин «политбюро» заимствован некоторыми языками мира в неизменном виде, например Politburó в испанском языке, Politbüro в немецком языке. В других языках используются кальки: 政治局 (Zhèngzhìjú) — в китайском, Bộ Chính trị — во вьетнамском, 정치국, 政治局 (Jeongchiguk) — в корейском.

## История
Высшим руководящим органом коммунистической партии является её съезд, а в период между съездами — избираемый съездом центральный комитет (ЦК) партии; политбюро избирается на пленумах ЦК и осуществляет политическое руководство между пленумами. В политбюро входят наиболее влиятельные члены ЦК. В условиях однопартийной системы политбюро фактически осуществляет руководство всеми государственными органами государства и страны.
В настоящее время политбюро является руководящим органом в Китае, КНДР, Лаосе, Вьетнаме и на Кубе.
Первое политбюро — Политбюро ЦК РСДРП(б) — было сформировано на заседании Центрального комитета ЦК РСДРП(б) в 1917 году в России. Оно было образовано на заседании ЦК 10 (23) октября 1917 года для политического руководства вооружённым восстанием, начало которого было назначено ЦК на 25 октября (7 ноября) 1917 года. Возглавил его Ленин и называлось оно Политическое бюро (Политбюро) ЦК РСДРП(б). В него входили: Бубнов А. С., Зиновьев Г. Е., Каменев Л. Б., Ленин В. И., Сокольников Г. Я., Сталин И. В. и Троцкий Л. Д.

## Политбюро в различных государствах и странах
Действующие:
- Китай (Китайская народная республика):
  - Политбюро Центрального комитета Коммунистической партии Китая
    - Постоянный комитет Политбюро ЦК КПК
- Северная Корея (Корейская народно-демократическая республика):
  - Политбюро Центрального комитета Трудовой партии Кореи[англ.]
  - Главное политическое бюро Корейской народной армии[фр.]
- Политбюро Центрального комитета Коммунистической партии Вьетнама[англ.]
- Политбюро ЦК Коммунистической партии Кубы
- Политбюро Центрального комитета Народно-революционной партии Лаоса[англ.]
- Политбюро Центрального комитета Зимбабвийского африканского национального союза — Патриотический фронт[англ.]
- Политбюро Центрального комитета Коммунистической партии Индии (марксистской)[англ.]

Существовавшие в прошлом:
- Политбюро́ Центра́льного комите́та Коммунисти́ческой па́ртии Сове́тского Сою́за
- Политбюро Центрального комитета Албанской партии труда
- Политбюро Центрального комитета Народно-демократической партии Афганистана[англ.]
- Политбюро Центрального комитета Болгарской коммунистической партии[болг.]
- Политбюро Центрального комитета Польской объединённой рабочей партии[англ.]
- Политбюро Центрального комитета Коммунистической партии Украины[укр.]
- Политбюро Центрального Комитета Коммунистической партии Югославии[серб.]
- Политическое бюро Центрального комитета ФРЕЛИМО[англ.]

### Политбюро ЦК КПСС
Полити́ческое бюро́ Центра́льного комите́та Коммунисти́ческой па́ртии Сове́тского Сою́за («Политбюро ЦК КПСС»; с 1952 по 1966 год — «Президиум ЦК КПСС») — руководящий орган Коммунистической партии Советского Союза в период между пленумами её Центрального комитета.
В Политбюро входили наиболее влиятельные члены Центрального Комитета, определявшие политику партии, а в условиях однопартийной системы — и всего государства, поскольку, согласно Конституции СССР 1936 года, компартия являлась «передовым отрядом трудящихся в их борьбе за укрепление и развитие социалистического строя» и представляла «руководящее ядро всех организаций трудящихся, как общественных, так и государственных», а согласно Конституции СССР 1977 года — «руководящей и направляющей силой» советского общества. Таким образом, члены Политбюро фактически входили в число высшего руководства СССР, даже если не занимали государственных должностей.

## Увековечивание памяти
В 1934 году впервые в Советском Союзе был изготовлен спроектированный в Союзе ССР электровоз ПБ21-01, что означало «имени Политбюро ЦК ВКП(б)». До 2000-х годов этот электровоз оставался единственным пассажирским электровозом постоянного тока, созданным в Советском Союзе и России. Электровоз эксплуатировался до февраля 1955 года, но был снят с эксплуатации лишь в 1961 году после проведённого в этом году ремонта. В том же году электровоз был установлен в качестве памятника возле локомотивного депо Пермь-2. В 2003 году немного обновлённый электровоз (окраска кузова сменилась с голубой на коричневую, оконные проёмы были заварены металлическим листами) был переведён в Екатеринбургский музей железнодорожного транспорта на станции Екатеринбург-Сортировочный.